# Passo de Croix du Bonhomme
O passo da Cruz do Bonhomme (em francês:  Col de la Croix du Bonhomme)  é um colo de montanha situado a 2 408 m no maciço do Monte Branco, departamento francês da Alta-Saboia, na região Ródano-Alpes.
O colo situa-se próximo do refúgio do colo da Cruz do Bonhomme e é acessível a partir de Notre-Dame-de-la-Gorge que fica em Contamines-Montjoie.

## Características
É um dos refúgios utilizados no Tour du Mont Blanc (TMB) 
- Altitude; 1 970 m
- Capacidade; 85 pessoas